# Павел Йоану
Павел (на гръцки: Παύλος, Павлос) е гръцки духовник, сисанийски и сятищки митрополит от 2006 до 2019 година.

## Биография
Роден е в 1947 година в Халкида, Гърция с фамилията Йоану (Ιωάννου). Завършва в 1971 година Богословския факултет на Атинския университет. В 1973 година е ръкоположен е за дякон от митрополит Николай Халкидски през 1973 година. В 1974 година митрополит Хрисостом Халкидски го ръкополага за презвитер. От 1998 година е секретар на синодалниата комисия за християнско образование младежта и на други синодални органи. Председател е на Фондация „Тасос Георгиадис“. На 28 февруари 2006 година е избран за митрополит на Сисанийска и Сятищка епархия.
Умира в родния си град на 13 януари 2019 година.